# Narcís Costa i Bofill
Narcís Costa i Bofill (Girona, 1949) és un escultor rosinc.

## Biografia
Nascut a Girona, va estudiar a la barcelonina Escola Eina i va completar els seus estudis a l'École des Beaux Arts de París, on va viure 4 anys. Durant els anys 70 del segle xx es va instal·lar a l'Alt Empordà.

## Obra
El seu treball es caracteritza per la dualitat, on es troben materials aparentment contraris, com el ferro i la fusta, barrejant-se amb altres objectes més tradicionals i objectes trobats.

### Sèries destacades
- 1980 - Mans
- 1981 - Roba estesa
- 1983 - Les venus
- 1985 - Nusos
- 1986 - Ous i Aus
- 1988 - L'Àngel de la Catedral
- 1991 - Falques i tacons
- 1992 - La Pell i la Pela
- 1994 - Arades
- 1995 - Ones
- 1996 - Caixes i cubs
- 1998 - Alfabet
- 1999 - Les 13+1 maneres de veure la lluna
- 2000 - Taules[1]

## Exposicions rellevants
Ha exposat a diversos museus, galeries i sales públiques, entre els quals destaquen: 
- 1972 - Galeria Gàbia- Girona
- 2001 - Museu de l'Empordà - Figueres - Narcís Costa
- 2012 - Camins Galeria Mas d'en Dorra[2]

## Obra pública
Té obra pública a ciutats com:
- Figueres - ... I un dia s'esforçaren alhora al Pavelló d'Esports, 1991[3]
- Roses- Far-Ziggurat Escultura al costat de la Riera Ginjolers[4]
- Castelló d'Empúries- Homenatge a Joan Alzina, 1987[5]
- Girona.